# Tulisie. Przygoda w słonecznej krainie
Tulisie. Przygoda w słonecznej krainie  (hiszp. La tropa de trapo en el país donde siempre brilla el sol) – hiszpański film animowany z 2010 roku w reżyserii Raula Garcii.

## Opis fabuły
Mumu odkrywa stado owiec w parku, gdzie gra ze swoimi przyjaciółmi Milo, Ritą, Talalo, Alfredem i Olgą. Postanawia zostać gwiazdą jak owieczki, które spotakała.

## Wersja polska
Wersja polska: Studio PRL na zlecenie Kino Świat

Reżyseria: Dariusz Błażejewski

Dialogi: Dariusz Paprocki

Nagranie dialogów i montaż: Aleksander Cherczyński

Zgranie dźwięku: Studio PRL

Kierownictwo produkcji: Maciej Jastrzębski

W wersji polskiej wystąpili:
- Joanna Węgrzynowska – Mumu
- Wojciech Machnicki –
  - Pikuś,
  - Albert
- Monika Kwiatkowska –
  - Fafa,
  - Rita
- Klementyna Umer – Pysio
- Bożena Furczyk –
  - Chrumcia,
  - Olga
- Janusz Chabior – Król
- Dariusz Błażejewski – Octoponi
- Jarosław Domin – Wiewiór 1
- Karol Wróblewski – Wiewiór 2
- Paweł Ciołkosz – Wiewiór 3
- Marta Dobecka – Talalo
- Joanna Domańska – Pastel
- Beata Jankowska-Tzimas – Desi
- Cynthia Kuźniak – Różowa
- Joanna Kwiatkowska-Zduń – Biała
- Olga Omeljaniec – Fiolet
- Monika Pikuła – Zielona
- Krzysztof Szczerbiński – Chef
- Edyta Torhan – Niebieska
- Agnieszka Żulewska – Clarita

i inni

## Nagrody
Nagrody Goya 2011
nominacja: najlepszy film animowany – Álex Colls